# شوکو
شوکو (به انگلیسی: Schuko) نوعی پریز که دارای دو سوراخ در یک راستا هست. علاوه بر آن در این کلیدها دو میله در بالا و پایین وجود دارد که برای زمین کردن وسایل استفاده می‌شود. دو کشور ایران و افغانستان جزء کشورهای استفاده‌کننده از این سیستم هستند.

## کشورهای استفاده‌کننده
- افغانستان
- الجزایر
- آندورا
- بوسنی هرزگوین
- بلاروس
- بلغارستان
- آلمان
- ایسلند
- فنلاند
- یونان
- اندونزی
- ایران[۱]
- جزیره
- Italien/سان مارینو/Vatikanstaat (Norm: CEI 23-50 P 30, S 30, S 31, zusammen mit CEI 23-50 L-Typ-Steckern)
- کره (کشور)
- کرواسی
- لتونی
- لیتوانی
- لوکزامبورگ
- Nordmazedonien
- مونته‌نگرو
- Republik Moldau
- هلند
- نروژ
- اتریش
- پرتغال
- رومانی
- روسیه
- سوئد
- صربستان
- اسلوونیا
- اسپانیا
- Südkorea
- سوریه
- ترکیه
- اوکراین
- مجارستان